# Tatsuhito Takaiwa
Tatsuhito Takaiwa (高岩竜一 Takaiwa Tatsuhito?) (5 de julio de 1972) es un luchador profesional coreano . Takaiwa ha trabajado en New Japan Pro Wrestling, donde ha encarnado al quinto Black Tiger, así como en Pro Wrestling ZERO1 y Pro Wrestling NOAH.

## En lucha
- Movimientos finales
  - Death Valley driver,[1][2] a veces desde una posición elevada[2] o precedido de double powerbomb[2]
  - Mochizuki Bomb[1][2] (Triple powerbomb)[1]
  - Takaiwa Driver[1][2] (Vertical suplex piledriver, a veces desde una posición elevada)

- Movimientos de firma
  - Bridging straight jacket suplex
  - Diving headbutt drop
  - Diving powerbomb
  - Dropkick
  - Flapjack
  - Jumping knee drop
  - Running lariat[1] - adoptado de Riki Choshu
  - Samoan driver
  - Sitout piledriver body slam[3]
  - Sitout suplex slam
  - Snap powerslam

- Apodos
  - "Choryu" (超竜, "Super Dragón")[1]

- "Temas de Entrada"
  - "Goro Vs. Art" (NJPW; 1995-1997)
  - "One Way Up" (NJPW/Freelance; 1997-2001; usado como parte de Onally)
  - "Hangin' Tough" (NJPW/ZERO1/Freelance; 2001-presente)

## Campeonatos y logros
- Dramatic Dream Team
  - Ganbare☆Kakutougi Open Tournament (2014)[4]
  - Top of the Dramatic Cruiser (2013)[5]

- New Japan Pro Wrestling
  - IWGP Junior Heavyweight Championship (1 vez)
  - IWGP Junior Heavyweight Tag Team Championship (2 veces) - con Shinjiro Otani
  - Best of the Super Juniors (2000)

- Pro Wrestling NOAH
  - GHC Junior Heavyweight Championship (2 veces)

- Pro Wrestling ZERO-ONE / Pro Wrestling ZERO1-MAX / Pro Wrestling ZERO1
  - AWA World Junior Heavyweight Championship (1 vez)
  - AWA/ZERO1-Max/UPW/WORLD-1 International Junior Heavyweight Championship (1 vez)
  - WORLD-1 Junior Heavyweight Championship (1 vez)
  - WWA World Junior Light Heavyweight Championship (Disputed Branch) (1 vez)
  - NWA/UPW/ZERO-ONE International Junior Heavyweight Championship (1 vez)
  - NWA International Lightweight Tag Team Championship (1 vez) - con Tomohiro Ishii
  - Tenkaichi Jr. (2004)
  - Tenkaichi Jr. (2008)

- Tenryu Project
  - Tenryu Project International Junior Heavyweight Tag Team Championship (1 vez) - con Masao Orihara

- Wrestle Association R
  - WAR International Junior Heavyweight Tag Team Championship (1 vez) - con Shinjiro Otani

- Wrestling Observer Newsletter
  - WON Luchador que más ha mejorado (1997)
  - WON Equipo del año (1998) con Shinjiro Otani